# Turku Air
Turku Air Oy är ett lokalt finskt flygbolag som sedan  1974 opererat från Åbo flygplats. 
Flygbolaget bedriver linjefart på sträckan Åbo-Mariehamn-Åbo. Det sysslar också med affärsflygningar på sträckor som Tammerfors-Örnsköldsvik-Tammerfors, Åbo-Umeå-Åbo och Åbo-Riga-Åbo. Flygplanstypen som utför samtliga typer av flygningar är Piper Navajo Chieftain